# مسيب اللفيردييف
مسيب عبد الله أوغلو اللفيردييف (05 مايو 1909 - 19 مايو 1979) رائدًا في الجيش الأحمر الأذربيجاني وبطل الاتحاد السوفيتي. حصل اللفيردييف على لقب لقيادته كتيبته خلال هجوم بودابست. خلال الهجوم ، ورد أن الكتيبة دمرت 25 دبابة ألمانية ، وقتلت ما يصل إلى 1200 جندي ، وأسر 2200. غادر اللهفيرديف الجيش بعد نهاية الحرب.